# Galium pabulosum
Galium pabulosum är en måreväxtart som beskrevs av Carlo Pietro Stefano Stephen Sommier och Emile Emilio Levier. Galium pabulosum ingår i släktet måror, och familjen måreväxter. Inga underarter finns listade i Catalogue of Life.